# پارک اوک وود، میسوری
پارک اوک وود (به انگلیسی: Oakwood Park) یک روستا (ایالات متحده آمریکا) در ایالات متحده آمریکا است که در شهرستان کلی، میزوری واقع شده‌است.
 پارک اوک وود ۰٫۱۷ کیلومتر مربع مساحت و ۱۸۸ نفر جمعیت دارد و ۳۰۳ متر بالاتر از سطح دریا واقع شده‌است.